# Arhidieceza de Concepción
Arhiepiscopia Romano-Catolică de Concepción (în latină Archidiœcesis Sanctissimae Conceptionis) este una din cele 5 arhiepiscopii romano-catolice din Chile. Catedrală arhiepiscopală este Catedrala din Concepción, Concepción. 

## Istorie
In anul 1563 ca dieceză a Concepción, cu sediul la La Imperial. Din 2011 arhiepiscop romano-catolic de Concepción este Fernando Chomalí Garib.

### Episcop
1. Fray Pedro Ángel de Espiñeira (1761-1778)
2. Francisco José Marán (1779-1794)
3. Tomás de Roa y Alarcón (1794-1805)
4. Diego Antonio Navarro Martín de Villodres (1806-1818)
5. José Ignacio Cienfuegos (1832-1840)
6. Diego Antonio Elizondo y Prado (1840-1852)
7. José Hipólito Salas (1854-1883)
8. Fernando Blaitt Mariño (1886-1887)
9. Plácido Labarca Olivares (1890-1905)
10. Luis Enrique Izquierdo Vargas (1906-1917)
11. Gilberto Fuenzalida Guzmán (1918-1938)
12. Alfredo Silva Santiago (1939)

### Arhiepiscop
1. Alfredo Silva Santiago (1939-1963)
2. Manuel Sánchez Berguiristain (1963-1982)
3. José Manuel Santos Ascarza (1983-1988)
4. Antonio Moreno Casamitjana (1989-2006)
5. Ricardo Ezzati Andrello (2006-2010)
6. Pedro Ossandón Buljevic (2011)
7. Fernando Chomali Garib (2011-)

## Dieceză
- Dieceză din Chillán
- Dieceză din Los Ángeles
- Dieceză din Temuco
- Dieceză din Villarrica
- Dieceză din Valdivia